# NGC 2748
NGC 2748 (również UGC 4825 lub PGC 26018) – galaktyka spiralna (Sbc), znajdująca się w gwiazdozbiorze Żyrafy. Odkrył ją John Herschel 2 września 1828 roku.
W galaktyce tej zaobserwowano do tej pory dwie supernowe – SN 1985A i SN 2013ff.